# Pinochetismo

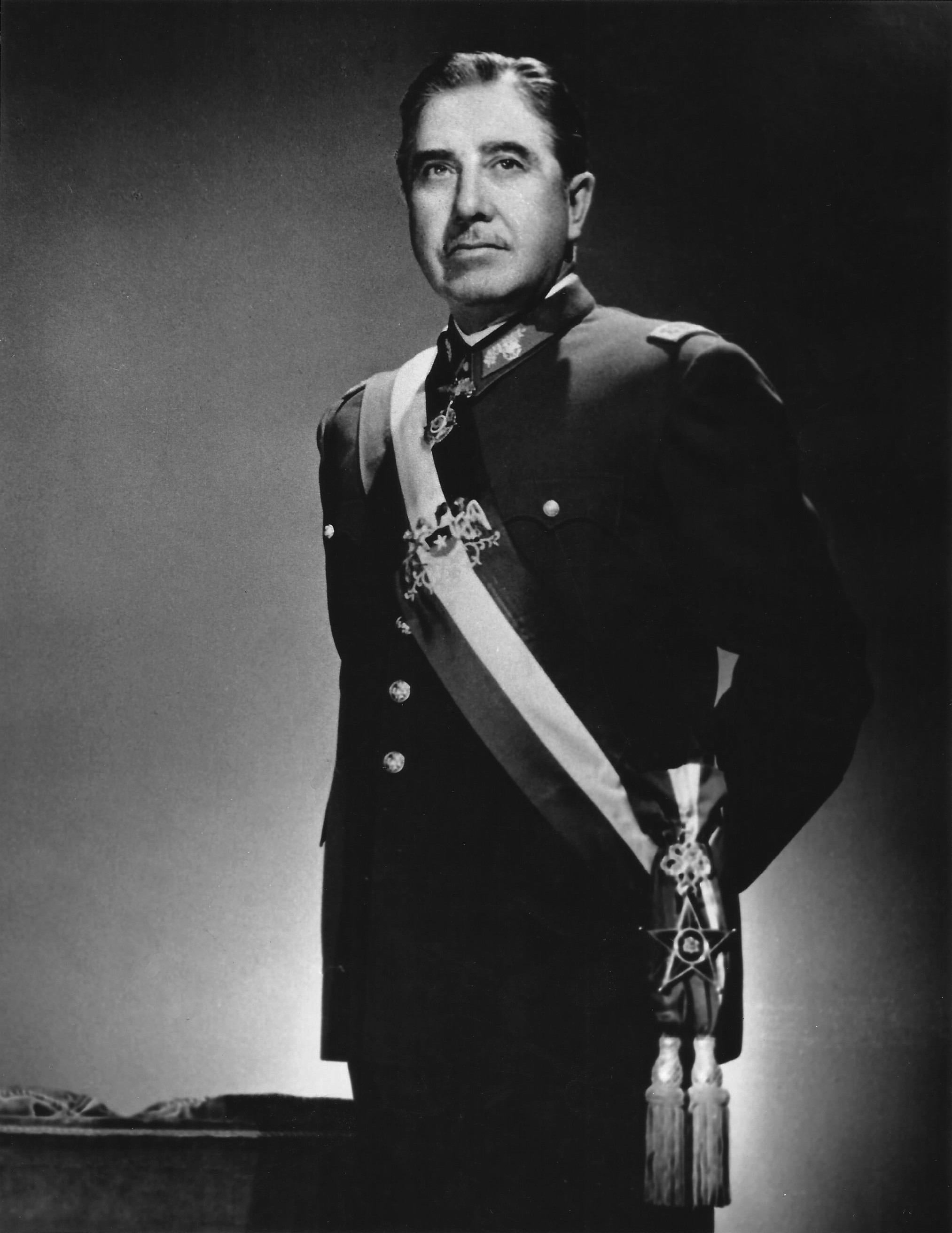
Retrato oficial de Augusto Pinochet durante la dictadura militar, c. 1974.

El pinochetismo es una corriente ideológica personalista inspirada en la figura del general Augusto Pinochet, quien mantuvo una dictadura militar en Chile entre 1973 y 1990. Se ubica dentro del espectro político desde la derecha a la extrema derecha, basada en los principios del anticomunismo, conservadurismo, neoliberalismo, autoritarismo, militarismo y antiallendismo. A quienes apoyaron o apoyan actualmente dicha dictadura se les denomina «pinochetistas».
El concepto fue acuñado de manera pública por Ignacio Astete, coordinador del Frente Juvenil de Unidad Nacional, durante un acto realizado en La Serena el 10 de julio de 1978 en el cual definió al movimiento como «pinochetista» y llamó a convocar «una movilización cívica que convierta al pinochetismo en la fuerza (...) que consolidará la nueva institucionalidad».

## Ideología
Dentro de las características de esta corriente de pensamiento, está el exaltar la figura de Augusto Pinochet como el principal protagonista del Golpe de Estado en Chile de 1973 y principal figura del período histórico conocido como dictadura militar. De acuerdo a esta ideología, Pinochet fue quien rescató a Chile de la grave crisis política, económica y social en la que se encontraba durante el gobierno de Salvador Allende, y que derivó en la crisis económica de 1973.[cita requerida]

## Vínculo con instituciones

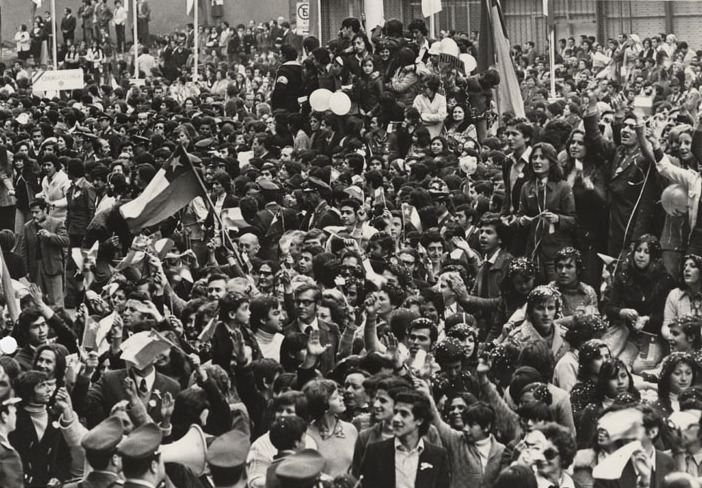
Manifestación de apoyo al régimen de Pinochet frente al edificio Diego Portales el 11 de septiembre de 1976.

### Partidos y movimientos políticos

#### Durante la dictadura militar
Al asumir el poder, la dictadura militar tomó como primera medida prohibir los partidos de izquierda, con la consabida persecución hacia sus militantes. Respecto de los demás partidos, ordena su suspensión «hasta nueva orden» (Bando N.° 1 de la Junta Militar), sin embargo, muchos militantes de partidos de derecha más algunos democratacristianos y radicales colaboraron activamente con el nuevo régimen pero no pudiendo manifestar abiertamente sus pensamientos.
Entre 1973 y 1980 estuvo prohibida toda actividad política partidista. En 1980 con la promulgación de la nueva constitución se permitió la organización de grupos políticos, entre ellos algunos de oposición. Recién en 1987 se dictó la ley de partidos políticos, norma con la cual pudieron comenzar a operar formalmente los partidos políticos, con la excepción del Partido Comunista y cualquier organización de ideología similar, proscripción que se fundaba en el artículo 8.º de la Constitución Política de 1980.
Entre 1980 y 1987 surgieron diversos grupos de apoyo a la dictadura como el Movimiento de Acción Nacional, Frente Nacional del Trabajo, Frente Juvenil de Unidad Nacional, Movimiento de Unión Nacional, Movimiento Unión Demócrata Independiente, y otros más que sirvieron de base al surgimiento de Renovación Nacional y la UDI, el partido entonces más identificado con el pinochetismo. Los movimientos señalados anteriormente eran representantes de posturas tanto liberales como conservadoras de la derecha, incluso gremialistas, pero no representaban el ideario de tipo fascista.
Sin embargo, la dictadura militar gozó de apoyo de grupos fascistas como el Movimiento Revolucionario Nacional Sindicalista y otros que, tras una pugna de poder con la derecha liberal-conservadora, salieron del poder, fundamentalmente por las críticas de dichas agrupaciones por la conducción neoliberal que adquirió el régimen. Esta pugna fue ganada por los sectores liberales-conservadores (RN y UDI) ligados a la Universidad Católica, quienes por sus orígenes sociales tenían una gran e importante red de contactos. Además, las autoridades militares, en una muestra de pragmatismo, confiaron más en las corrientes neoliberales que en las nacionalistas porque consideraron que a través de la economía podían insertar a Chile en el contexto internacional, debido a que políticamente el régimen estaba aislado; incluso, hubo una época de ostracismo en el cual el país andino integró el llamado «triángulo Santiago-Brasilia-Jerusalén-Pretoria», conformado por estados parias, como la Sudáfrica del apartheid o Israel.
En 1987, al promulgarse la ley que autorizaba la existencia de partidos políticos surgió entre un grupo de personalidades de distintos ámbitos vinculados al nacionalismo chileno la idea de crear un partido político que sirviera de sustento ideológico a la dictadura militar. De esa manera nació Avanzada Nacional, partido que centró sus posturas en la figura de Pinochet, y en el cual muchos de sus militantes eran miembros de la Central Nacional de Informaciones (CNI), motivo por el cual este partido obtuvo bajísimas votaciones en las elecciones de 1989, desapareciendo al no obtener el mínimo legal exigido. También surgieron otras agrupaciones como el Gran Frente de Chile (GFCh), constituido a fines de 1987 y que incluía a otras organizaciones que apoyaban a Pinochet, como Acción Gremialista, los Comités de Acción Cívica y el Movimiento Independiente Pinochetista.

#### Desde el retorno a la democracia
Generalmente los partidos de la derecha política y sus miembros, vinculados a la Alianza, son vinculados al pinochetismo. Muchos de los políticos de esos partidos, como Joaquín Lavín, Pablo Longueira, Andrés Chadwick, Andrés Allamand y Evelyn Matthei, han renegado de sus vinculaciones políticas con el pinochetismo. Incluso el presidente Sebastián Piñera ha manifestado su distanciamiento con el pinochetismo; si bien no fue partidario, ha hecho elogios de manera pública al modelo económico que se implantó en el régimen de Pinochet, y participó en apoyo a las protestas durante su detención en Londres. Por otro lado, políticos como Iván Moreira, Ignacio Urrutia, Camila Flores, Cristián Labbé, Hermógenes Pérez de Arce, Raúl Hasbún, Jovino Novoa y Patricia Maldonado no dudan de hacer pública su postura pinochetista hasta la actualidad.

##### 2004-2014

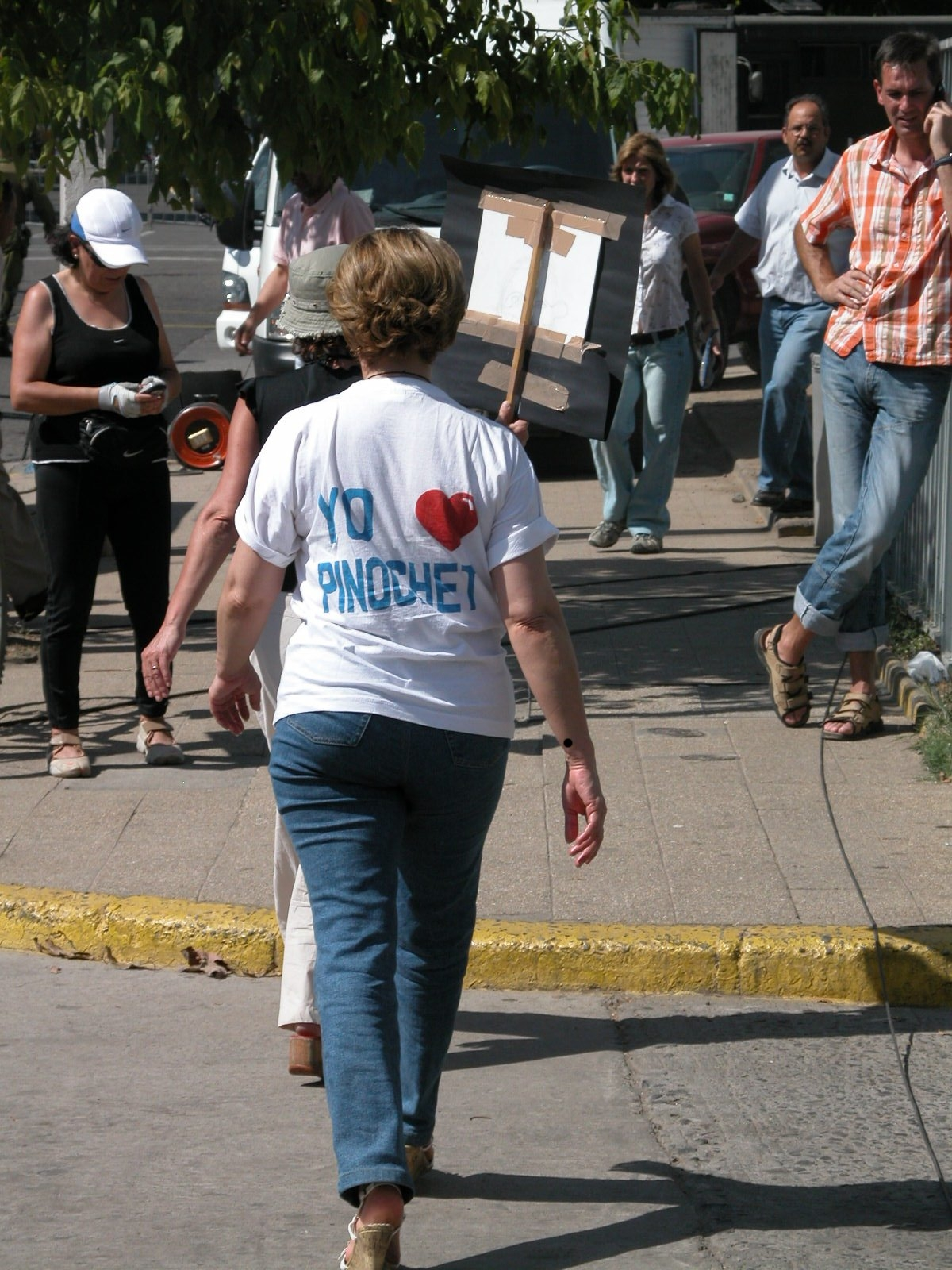
Pinochetista manifiesta su apoyo a Pinochet el día en que este murió.

A partir de 2004 parte de la derecha democrática chilena fue distanciándose de la figura de Pinochet, «cuando se descubre que tiene cuentas bancarias multimillonarias en el extranjero», lo que desmanteló su imagen de austeridad.
En julio de 2007, Gonzalo Townsend Pinochet, el sobrino del fallecido Augusto Pinochet anunció a través de medios de Internet la creación de un partido político que nacería a partir del movimiento Acción Pinochetista Unitaria (fundado en 1992), el cual reunió a seguidores de Pinochet y que dirigió Townsend. Este partido se hubiera llamado Partido Liberación Nacional, porque la ley no le permitió a Townsend utilizar el apellido de su tío. Finalmente, la colectividad política no logró inscribirse en los registros electorales. En septiembre de ese mismo año salió a la luz pública la intención por parte de militares retirados de formar un nuevo partido político de carácter pinochetista, que tendría por nombre Partido Militar Metropolitano, debido a que estaba enfocado en la Región Metropolitana de Santiago.
En las elecciones municipales de 2008 Lucía Pinochet Hiriart, hija mayor del general, fue elegida concejala por Vitacura, comuna del sector oriente y más acomodado de Santiago, con más de un 15 % de los votos, constituyéndose en la segunda mayoría. Se postuló en forma independiente y fuera de pacto, no recibiendo el apoyo de los partidos de la Alianza como ella buscó.
En las elecciones parlamentarias de 2009 Rodrigo García Pinochet, hijo de Lucía Pinochet y nieto de Augusto Pinochet, fue candidato a diputado por el distrito 23 (Las Condes, Lo Barnechea y Vitacura) esperando canalizar el apoyo que su madre recibió en esa última comuna un año antes y también la adhesión que los sectores socioeconómicos altos siempre prodigaron a la dictadura militar. García Pinochet, que también postuló en forma independiente (aunque la Alianza aseguró que le ofreció competir por el distrito 24 de La Reina y Peñalolén), obtuvo un 9,81 %, no resultando electo.
En 2014, Augusto Pinochet Molina, teniendo como referente a su abuelo Augusto Pinochet, fundó y dirigió un movimiento de derecha liberal con influencias pinochetistas. A mediados de abril de 2015, lo inscribió como partido político en formación con el nombre de Partido Orden Republicano Mi Patria, aunque la prensa lo conocería como Por mi Patria. Tras no conseguir las firmas suficientes ante el Servel, y luego de reiterados problemas de depresión y consumo ilícito de drogas entre 2015 y 2016, el movimiento parcialmente se disolvió este último año.

##### 2018-actualidad
Les quiero pedir amigos, que salgamos con valentía a decir que somos de derecha. A decir de una vez por todas que nosotros somos las mejores personas para guiar los países. A decir con valentía a que no nos encasillen que somos de extrema derecha por decir que nos gusta el orden, la libertad, la democracia. (...) Ustedes me conocen, yo soy pinochetista y lo digo sin problemas. (...) Soy una agradecida del gobierno militar, y lo voy a decir siempre, aunque eso a la gente del Partido Comunista y del Frente Amplio les dé urticaria. Yo soy una mujer valiente y les pido esa misma valentía a ustedes.
Camila Flores frente a un Consejo de Renovación Nacional a mediados de diciembre de 2018.

En medio de la ola conservadora en el año 2018, el pinochetismo volvió a emerger como una tendencia. Dicha tendencia, la encarna el político conservador José Antonio Kast y el Partido Republicano, indirectamente. En Brasil el presidente brasileño Jair Bolsonaro, se declara abiertamente admirador de Pinochet y grupos racistas radicales en Estados Unidos lo reivindican en camisetas.
A inicios de enero de 2019, Raúl Meza Rodríguez, abogado de reos de Punta Peuco, anunció para fines de enero, la inscripción de un partido político de derecha denominado Fuerza Nacional, de carácter pinochetista y conservador.

### Religiones
El pinochetismo mantuvo una compleja relación con la Iglesia católica; esto porque por un lado promovía los valores tradicionales de esta como el matrimonio o la familia, por otro lado mantenía una lucha con la jerarquía de la iglesia a la que Pinochet acusaba de ser un «instrumento del comunismo internacional»[cita requerida] ya que protegía a los perseguidos por el régimen, mediante la Vicaría de la Solidaridad, creada por el cardenal Raúl Silva Henríquez, con quien tuvo una relación muy difícil, siendo Silva Henríquez llamado «lacayo moscovita», por Pinochet, en reuniones privadas.[cita requerida] En este período algunos sacerdotes fueron expulsados del país —como Pierre Dubois, Jaime Lancelot y Daniel Caruette—, otros eran constantemente hostigados y algunos fueron perseguidos, torturados y muertos, como André Jarlan.
A pesar de lo anterior, la dictadura militar mantuvo el carácter laico del Estado de Chile, ya que varios de sus integrantes no eran católicos; muchos oficiales militares de ascendencia germana eran luteranos, hubo algunos ministros judíos y varios personeros eran masones, incluso Pinochet fue aprendiz de la orden, en la que su suegro ocupó una importante posición. Además, Pinochet se acercó a las iglesias evangélicas, convirtiéndose en el primer mandatario chileno en concurrir al Te Deum en la Catedral Evangélica.
En las postrimerías de la dictadura en 1989 y por expresa petición del almirante José Toribio Merino, católico de misa diaria y representante de la rama más conservadora de las fuerzas armadas, se abolió el aborto terapéutico.

### Cuerpos intermedios
En virtud del principio de subsidiariedad del Estado promovido por los sectores gremialistas liderados por Jaime Guzmán (a través de la Declaración de Principios del Gobierno de Chile), el pinochetismo se relacionó con las bases, o fuerzas vivas, como eran nombradas habitualmente en esa época, a través de los "cuerpos intermedios" como las juntas de vecinos, asociaciones gremiales y otras organizaciones de esa índole, señalando que el cuerpo intermedio era un nexo y a la vez defensa del individuo frente al poder del Estado. Según las tesis del gremialismo, los cuerpos intermedios no debían intervenir en la política (en especial si eran intervenidos por algún partido político), puesto a que afectaba a sus intereses naturales, por lo que bajo el pinochetismo, estas asociaciones solo tuvieron fines meramente gremiales.

#### CEMA Chile
El pinochetismo aglutinó a sus adherentes femeninos por medio de CEMA Chile, institución jerarquizada dependiente de la primera dama, Lucía Hiriart. Esta institución con presencia nacional llegó a contar con más de 500 mil integrantes y que contaba con un gran presupuesto para su funcionamiento.

## Manifestaciones

### Actos multitudinarios

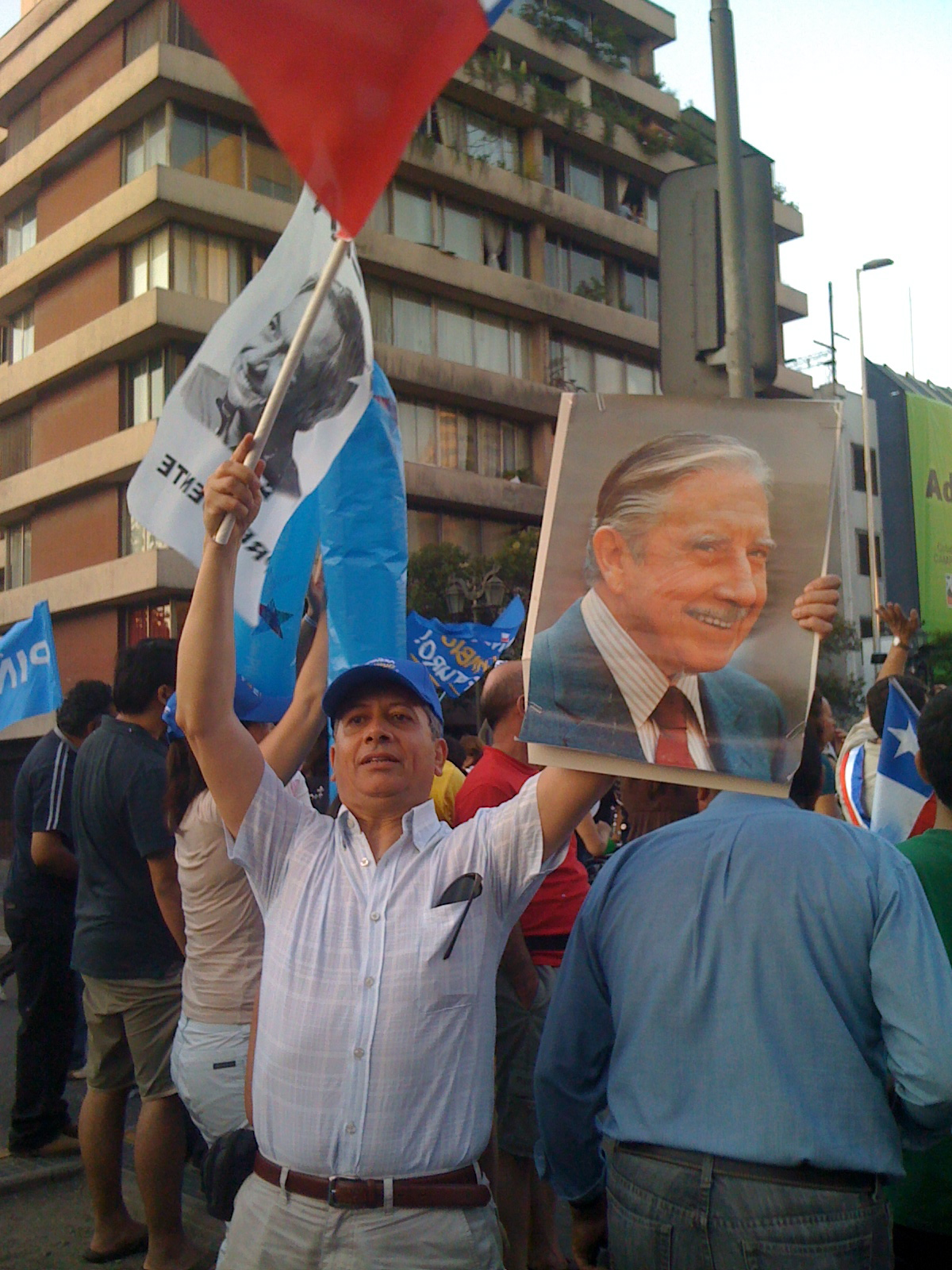
Pinochetista celebra el triunfo de Sebastián Piñera en 2010.

El pinochetismo realizó muchísimos actos multitudinarios de apoyo a la dictadura militar y especialmente a la figura de Pinochet. Recordados son los aniversarios del golpe militar, celebrados cada 11 de septiembre de 1973; el acto en el cerro Chacarillas del año 1977, organizado por el Frente Juvenil de Unidad Nacional, donde 77 jóvenes juraron defender la obra de la dictadura; el acto de 1981, realizado para respaldar a Pinochet luego del desaire sufrido en Filipinas, cuando el gobierno de ese país no lo dejó aterrizar luego haberlo invitado; entre otros. 
En septiembre de 1986 se convocó a un acto multitudinario en la Alameda en Santiago, frente al Palacio de La Moneda, en repudio al atentado contra Augusto Pinochet y su comitiva y que le costó la vida a 5 escoltas, y dejó a otros tantos heridos y mutilados. 
Posteriormente, durante la transición a la democracia a partir de 1990, también han existido actos masivos de pinochetistas.
Entre 1998 y el año 2000 se hicieron actos de repudio por el arresto en Londres del entonces senador Pinochet, debido al proceso iniciado en su contra por el juez español Baltazar Garzón correspondiente a causas de violaciones a los derechos humanos. Todos estos actos tenían toda una ritualidad donde se exacerbaba el patriotismo, la chilenidad, el anticomunismo y otras características del pinochetismo.
Otras expresiones de apoyo a Pinochet se realizaron en las afueras del Hospital Militar de Santiago, entre el 3 y el 10 de diciembre de 2006, semana durante la cual el general en retiro estuvo internado por un infarto agudo de miocardio. Tras la muerte de Pinochet el día 10, las manifestaciones se trasladaron a la Escuela Militar, donde se realizó el velatorio y funeral del exdictador el 12 de diciembre. Diversos enfrentamientos entre pinochetistas y anti pinochetistas requirieron la intervención de la policía.
El 10 de junio de 2012 se realizó un homenaje a Augusto Pinochet en el Teatro Caupolicán, donde se exhibió el documental Pinochet que muestra las obras y el legado de la dictadura militar. En las afueras del teatro, hubo disturbios por parte de manifestantes opositores, como también algunos conflictos con los adherentes al acto y con carabineros.
El 25 de noviembre de 2015, se conmemoró su natalicio número 100, en el fundo Los Boldos ubicado en la Región de Valparaíso, donde se encuentran sus cenizas. Al evento asistieron cerca de 500 invitados. Luego de realizada la misa, al aire libre se inauguró un mástil de 20 metros donde se izó una bandera y se entonó el Himno Nacional con su tercera estrofa, utilizada durante la dictadura militar y actualmente en desuso.
En Brasil, el 21 de noviembre de 2019, el presidente de la Asamblea Legislativa, Cauce Macris, del estado brasileño de São Paulo (Alesp), anunció la prohibición de un homenaje a Pinochet. La actividad pretendía realizarse en el recinto de la cámara y estaba agendado para el próximo 10 de diciembre.

### Chovinismo
El pinochetismo favorable al patriotismo extremo, está fuertemente vinculado a expresiones de chilenidad, al uso público de símbolos patrios y la exaltación de las Fuerzas Armadas de Chile como símbolo de la soberanía de la nación. Durante la dictadura, como muestra de lo anterior se incluyó la tercera estrofa original del Himno de Chile, en desuso hacía más de 100 años.

Vuestros nombres, valientes soldados,

Que habéis sido de Chile el sostén,

Nuestros pechos los llevan grabados;

Los sabrán nuestros hijos también.

Sean ellos el grito de muerte

Que lancemos marchando a lidiar,

Y sonando en la boca del fuerte

Hagan siempre al tirano temblar.

Eusebio Lillo, Himno Nacional de Chile, Estrofa III.

Actualmente, quienes están vinculados al pinochetismo suelen entonar el himno de esta manera en manifestaciones públicas, como muestra de su afiliación al pinochetismo.
Durante la dictadura militar, en los colegios básicos y liceos eran obligatorios los actos del día lunes, en el cual se cantaba el himno nacional y se rendía honores a la bandera. Además en los colegios tenían importancia los grupos denominados "brigadas" y sus integrantes "brigadieres" los que tenían un orden casi militar (usaban gorras y fornituras) y que servían de apoyo a Carabineros en las labores de tránsito en los colegios y sus inmediaciones, también se incentivaba la creación de bandas de guerra y la participación de escolares y otros estamentos en desfiles.
Pinochet modificó su gorra de General de Ejército haciéndola más alta y agregó una quinta estrella a su charretera para demostrar su nombramiento como Capitán General.

### Manejo de los medios de comunicación

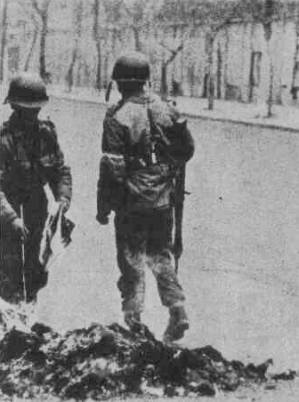
Quema de libros durante los primeros días de la dictadura militar.

El carácter autoritario de la dictadura militar se manifestaba en el férreo control de los medios de comunicación, por parte de la División de Comunicación Social (Dinacos), dependiente del Ministerio Secretaría General de Gobierno. Esta repartición tenía delegados en los medios escritos, radiales y televisivos afines a la dictadura, que controlaban y filtraban los contenidos. Además la dictadura operaba Televisión Nacional de Chile y Radio Nacional de Chile como instrumentos de propaganda de la obra pinochetista;[cita requerida] recordado es el noticiero 60 minutos conducido siempre por figuras estrechamente ligadas al pinochetismo.
La televisión hasta 1980 ignoró completamente a la oposición, pero a partir de ese año le dio una mínima cobertura, solo por cumplir y decir que había libertad. La prensa escrita de oposición solo pudo funcionar a partir de 1982 pero con fuertes restricciones, incluso era censurada durante la vigencia del Estado de excepción. Respecto a la cinematografía, durante esta época la producción chilena fue muy escasa y el Estado contribuyó solamente en filmes de tipo costumbrista y la producción externa pasaba por un severo control de contenidos.[cita requerida]

## Partidarios
Usualmente se vincula al pinochetismo a diferentes personalidades del ámbito público o privado que estuviesen vinculadas activamente a la dictadura militar o a la campaña política del «Sí» en el plebiscito constitucional del año 1988 que aprobaba la continuidad de Pinochet en la presidencia de la República. En esta línea también se ha vinculado al conjunto folclórico Los Huasos Quincheros a esta ideología.

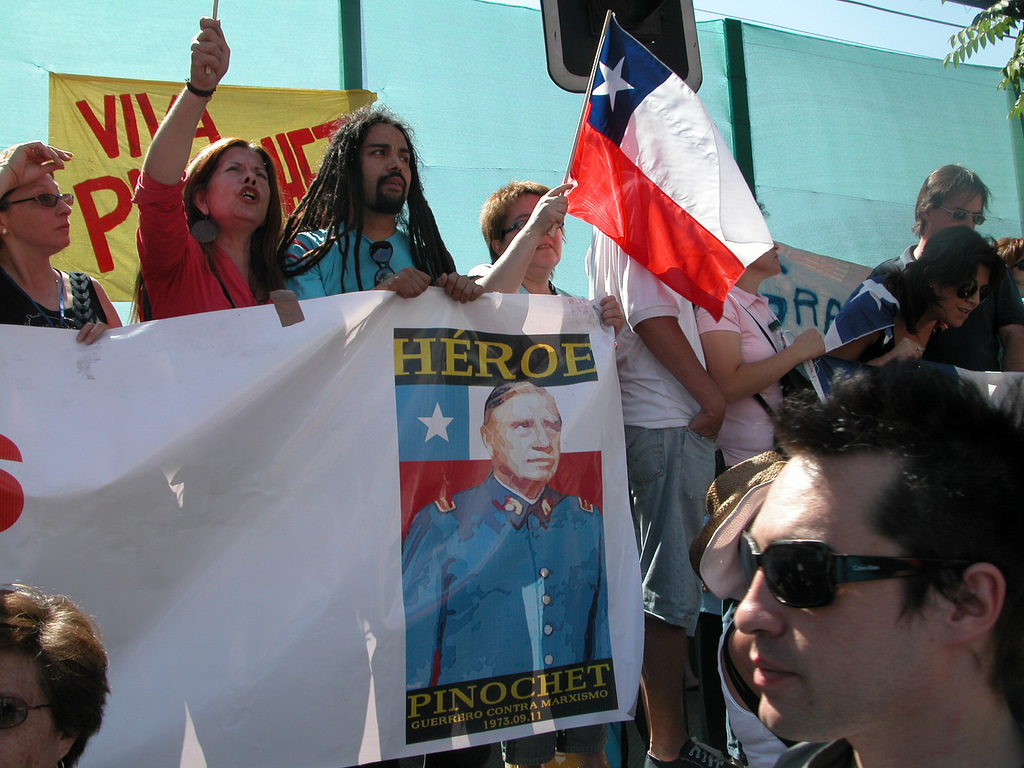
Partidarios de Augusto Pinochet junto al Hospital Militar, el 9 de diciembre de 2006, un día previo a su muerte.

El político Blas Piñar apoyó la dictadura chilena y se declaraba admirador de la obra de Pinochet, llegando a reunirse con él en varias ocasiones en Chile y en España. También el 38° presidente de Brasil Jair Bolsonaro se declara abiertamente admirador de Pinochet.
Por otra parte, ha estado vinculado con las Fuerzas Armadas y Carabineros (sobre todo a su personal activo o en retiro que participó del golpe de Estado de 1973).
En 2001, la directora chilena Marcela Said estrenó su documental I Love Pinochet, que muestra a los adherentes a Pinochet tras su arresto en Londres. En la película aparecen tanto figuras públicas como Cristián Labbé, Raúl Hasbún, Patricia Maldonado, Francisco Javier Cuadra y Hermógenes Pérez de Arce, como pinochetistas anónimos de distintas clases sociales.

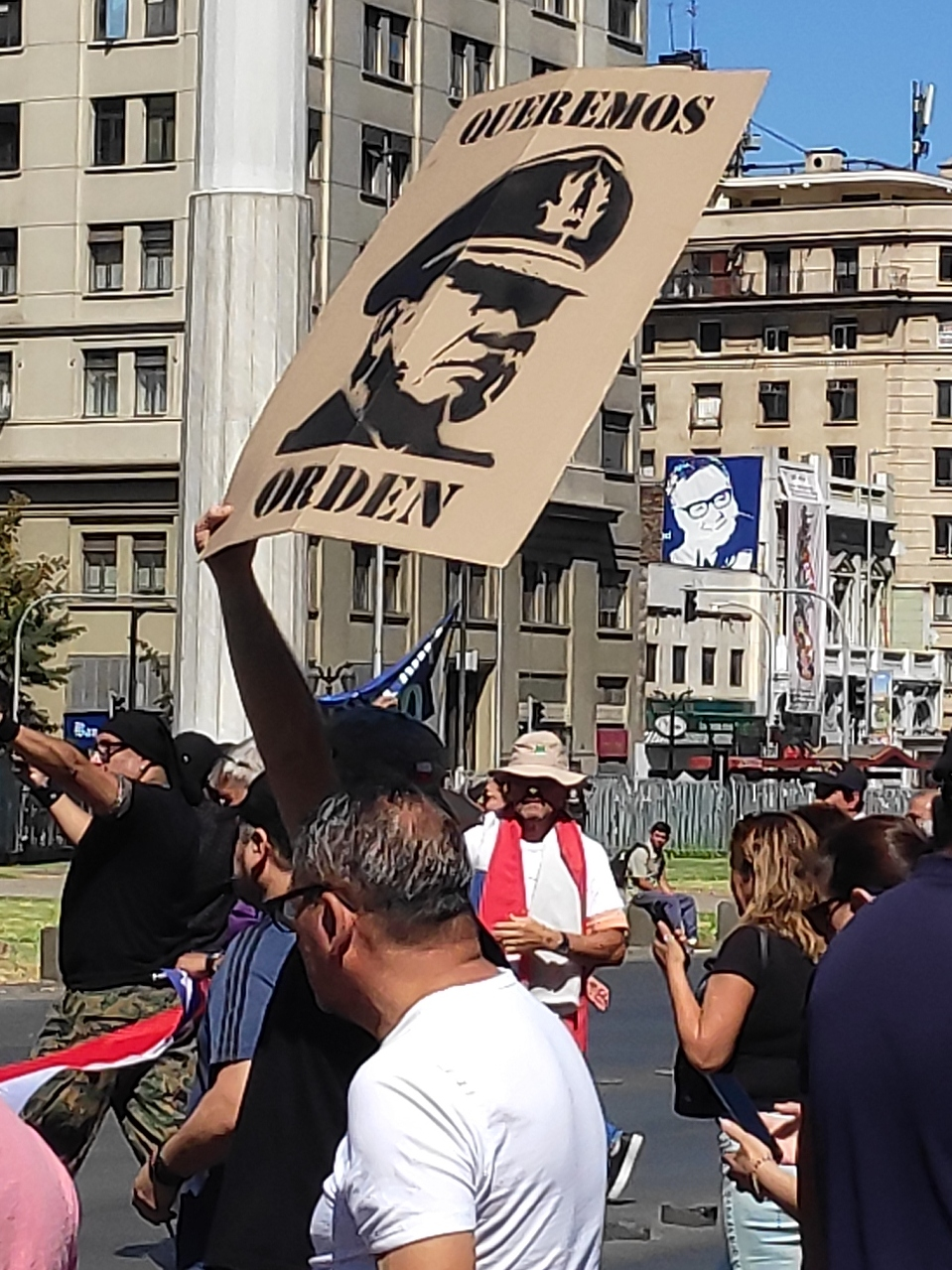
Un chileno afirma un afiche de Augusto Pinochet mientras en el fondo hay uno de Salvador Allende en 2023.

En 2019 se fundó el Partido Republicano, presidido por José Antonio Kast y definido como de extrema derecha y pinochetista. El entonces diputado Ignacio Urrutia, militante de RN (1987-1997), UDI (2001-2018) y el Partido Republicano (desde 2019) se ha reconocido abiertamente como pinochetista. Johannes Kaiser que estuvo en el mismo partido ha mostrado apoyo al régimen de Pinochet y otras personas relacionadas con este período como lo es Miguel Krassnoff, lo mismo es el caso de Camila Flores (RN, afiliada a Acción Republicana desde 2018) y el senador UDI Iván Moreira.
Luego del auge de la extrema derecha en Chile en 2023, el consejero constitucional y delegado de la bancada republicana, Luis Silva Irarrázaval, reconoció su admiración por la figura de Augusto Pinochet, señalando «Hay un dejo de admiración por el hecho de que fue un estadista [...] fue un hombre que supo conducir el Estado, que supo rearmar un Estado que estaba hecho trizas [...] a 50 años del 73 debe hacerse una lectura un poco más ponderada de su gobierno y no simplificar, con toda la gravedad que tiene, esos 17 años a las violaciones de los derechos humanos», aunque rechaza declararse pinochetista. En el mismo periodo, según la encuesta CERC-MORI de mayo de 2023, un 36% de los chilenos «cree que los militares tuvieron razón en dar el golpe de Estado en 1973», aumentando del 18% que marcaba en 2013.